# Dexrazoxano
El dexrazoxano (Cardioxane® en Europa y Zinecard® en Estados Unidos), es un medicamento que se emplea para prevenir los efectos tóxicos sobre el corazón que se producen por el empleo de antraciclinas. Las antraciclinas son una familia de citostáticos que se utiliza para tratar a enfemos que presentan cáncer avanzado o con metástasis, uno de los más utilizados es la doxorrubicina.

## Descripción
El dexrazoxano pertenece al grupo terapéutico V03AF (desintoxicantes de citostáticos). Se administra en medio hospitalario por vía intravenosa.

## Indicaciones
Dexrazoxano se utiliza para proteger el corazón de la cardiotoxicidad provocada por determinados medicamentos que se emplean en el tratamiento del cáncer de la familia de la antraciclina, entre ellos la daunorrubicina.
En julio de 2011, la Administración de Alimentos y Medicamentos de Estados Unidos (FDA), restringió su empleo como agente cardioprotector únicamente a pacientes adultos que reciban más de 300 mg/m² de doxorrubicina o más de 540 mg/m² de epirrubicina, debido a que se observaron efectos secundarios graves tras la administración a niños.